# Craig Breen
Craig Breen (Waterford, 2. veljače 1990. – Lobor, 13. travnja 2023.) bio je irski reli vozač koji se natjecao na Svjetskom prvenstvu u reliju. Poginuo je na treningu u Hrvatskoj. Bio je juniorski svjetski prvak 2011. i svjetski prvak u kategoriji WRC 2 2012. godine.
Breen je debitirao u Svjetskom prvenstvu u reliju 2009. godine na reliju u Portugalu. Godine 2011. sudjelovao je na juniorskom Svjetskom prvenstvu s Ford Fiestom R2 i uspio osvojiti naslov.
U 2012. godini sudjelovao je u kategoriji WRC 2 također s Ford Fiestom, također uspjevši osvojiti ovu titulu ispred Per-Gunnara Anderssona. Te će se godine također natjecati na testovima Intercontinental Rally Challengea. Nažalost, 16. lipnja 2012. u nesreći na reliju Targa Florio poginuo je njegov suvozač Gareth Roberts.

## Citroen (2016.-2018.)
Breen čini kvalitetan iskorak u sezoni 2016. pridruživši se timu Citroën Total Abu Dhabi WRT, gdje će biti tri sezone. Najbolji rezultat bit će mu treće mjesto na reliju Finska 2016. i drugo mjesto na reliju Švedska 2018.

## Hyundai (2019.-2021.)
Breen postaje treći vozač Hyundai Shell Mobis WRT tima, koji se natječe u nekim relijima. Breen tijekom ovog boravka u Hyundaiju postiže četiri postolja.

## M-Sport (2022.)
Craig Breen pridružuje se M-Sportu u sezoni 2022. kako bi se natjecao u prvenstvu s automobilom Ford Puma WRC Rally1, nažalost rezultati nisu prema očekivanjima i on završava na sedmom mjestu u Svjetskom prvenstvu s drugim mjestom u Rallyju Sardinije kao najboljim rezultatom.

## Hyundai (2023.) i smrt na treningu u Hrvatskoj
Nakon godinu dana u M-Sportu, odlazi u tim Hyundaija. Odlazak Otta Tänaka i Olivera Solberga iz Hyundai tima olakšava povratak Breena u korejski tim da vozi utrke u kombinaciji s Danijem Sordom. U svom prvom reliju, Breen je završio drugi na reliju Švedska.
Nažalost, dok se Breen pripremao za Reli Hrvatska, poginuo je u nesreći 13. travnja 2023. Nesreća se dogodila oko 12.40 na lokalnoj cesti 2201 u Loboru, kada je rally osobno vozilo tijekom trening vožnje za WRC Croatia Rally 2023 sletjelo s ceste i prednjim dijelom udarilo u drveni stup. Craig Breen je smrtno stradao, dok suvozač nije ozlijeđen.